# Avoyel
Els avoyel o avoyelles era una petita tribu de parla natchez que vivia a les terres vora les boques del riu Red a la seva confluència amb el riu Atchafalaya, a l'àrea de l'actual Marksville, Louisiana. El nom indígena de la tribu és tamoucougoula. La paraula avoyel és una derivació francesa i vol dir "poble del sílex" o "poble en les roques."

## Història
Els avoyel eren veïns dels tunica. Els colons francesos li van donar el nom a la Parròquia d'Avoyelles en honor seu. La terra tradicional dels avoyel era vora les boques del riu Red a la seva confluència amb el riu Atchafalaya. Incloïa molts llacs i bayous en una gran zona pantanosa.
Eren uns 280 en 1698, segons registraren els francesos, però la tribu es va reduir significativament després d'això. Probablement van ser afectats per la mateixa destrucció dràstica com ho van ser altres tribus, sobretot a causa de les noves malalties infeccioses, sense saber-ho, portades pels europeus, a les que els nadius no havien adquirit immunitat. Per 1805 els avoyel només comptaven dues o tres dones. Es creu que els supervivents avoyel haver estat absorbits pel matrimoni en els veïns tunica.